# Presbyolampis immigrans
Presbyolampis immigrans is een keversoort uit de familie glimwormen (Lampyridae). De wetenschappelijke naam van de soort werd voor het eerst geldig gepubliceerd in 1947 door Buck.